# دويجيندرا نارايان جها
دويجيندرا نارايان جها (بالإنجليزية: Dwijendra Narayan Jha)‏ هو مؤلف ومؤرخ هندي، ولد في 1940.